# برغرد
برغرد (بالفارسية: برگرد) هي مستوطنة تقع في قسم تشاه جهان الريفي (مقاطعة فاروج) في إيران. يقدر عدد سكانها بـ 553 نسمة .